# Splash! Celebridades
Splash! Celebridades é a adaptação portuguesa do programa holandês Splash! que apresenta celebridades que tentam dominar a arte dos saltos para a água. Semanalmente, nas emissões em direto a partir do Complexo de Piscinas do Jamor, os concorrentes têm de impressionar e convencer o público e o painel de jurados formado por Marco Horácio, Simão Morgado e Sílvia Rita, com arrojados saltos acrobáticos que aprenderam e treinaram ao longo da semana, com o apoio de uma equipa de treinadores profissionais. Foi apresentado por Júlia Pinheiro e Rui Unas.

## Celebridades
Os saltadores que ao longo de três programas iniciais, com um elenco de oito celebridades cada, farão os seus melhores saltos para a água são: Alexandre da Silva, Carolina Patrocínio, Cláudio Ramos, Cristina Areia, Dora, Filipa de Castro, Filipa Gonçalves, Filipe Gaidão, João Ricardo, Jorge Pina, José Castelo Branco, José Moutinho, Liliana Aguiar, Merche Romero, Raquel Strada, Ricardo Guedes, Rita Andrade, Rita Ribeiro, Rui Barros, Rui Porto Nunes, Simone Fragoso, Sisley Dias, Sónia Brazão e Toy.

## Edições
| Edição | Edição | Apresentadores          | Dia           | Episódio | Estreia            | Estreia                           | Estreia | Final               | Final                           | Final  | Vencedor       |
| Edição | Edição | Apresentadores          | Dia           | Episódio | Data               | Audiência da estreia (em milhões) | Share   | Data                | Audiência da final (em milhões) | Share  | Vencedor       |
| ------ | ------ | ----------------------- | ------------- | -------- | ------------------ | --------------------------------- | ------- | ------------------- | ------------------------------- | ------ | -------------- |
|        | 1      | Júlia Pinheiro Rui Unas | Domingo 21h30 | 6        | 26 de maio de 2013 | 1 415 500                         | 31,3%   | 30 de junho de 2013 | 828 000                         | 20,1 % | Ricardo Guedes |
|        | 2      | Júlia Pinheiro Rui Unas | Domingo 21h30 | 3        | 7 de julho de 2013 | 845 500                           | 23,4%   | 21 de julho de 2013 | 893 000                         | 20,4%  | Paulo Azevedo  |

### 1.ª Gala
Este foi o primeiro grupo do Splash, sendo quatro deles apurados para a semi-final.
| Celebridade         | Ocupação / Conhecido por:                                       | Classificação                     |
| ------------------- | --------------------------------------------------------------- | --------------------------------- |
| Rita Andrade        | Apresentadora                                                   | Desistiu 26 de Maio, 2013         |
| Raquel Strada       | Apresentadora                                                   | 2.ª eliminada 26 de Maio, 2013    |
| Toy                 | Cantor                                                          | 3.º eliminado 26 de Maio, 2013    |
| Merche Romero       | Apresentadora e modelo                                          | 4.ª eliminada 26 de Maio, 2013    |
| Sónia Brazão        | Atriz                                                           | 4.ª classificada 26 de Maio, 2013 |
| Ricardo Guedes      | Modelo                                                          | 3.º classificado 26 de Maio, 2013 |
| José Castelo Branco | Marchand de Arte e Cantor                                       | 2.º classificado 26 de Maio, 2013 |
| Jorge Pina          | Ex-pugilista, atleta paralímpico (atletismo) e personal trainer | 1.º classificado 26 de Maio, 2013 |

### 2.ª Gala
Este foi o segundo grupo do Splash! Celebridades, sendo quatro deles apurados para a semi-final.
| Celebridade         | Ocupação / Conhecido por:                                | Classificação                     |
| ------------------- | -------------------------------------------------------- | --------------------------------- |
| Filipa de Castro    | Manequim                                                 | 1.ª eliminada 2 de Junho, 2013    |
| Cláudio Ramos       | Apresentador                                             | 2.º eliminado 2 de Junho, 2013    |
| Dora                | Cantora                                                  | 3.ª eliminada 2 de Junho, 2013    |
| Sisley Dias         | Ator                                                     | 4.º eliminado 2 de Junho, 2013    |
| Carolina Patrocínio | Apresentadora                                            | 4.ª classificada 2 de Junho, 2013 |
| Simone Fragoso      | Atleta Paralímpica - Natação                             | 3.ª classificada 2 de Junho, 2013 |
| João Ricardo        | Ator                                                     | 2.º classificado 2 de Junho, 2013 |
| Rui Barros          | Personal trainer e Treinador do reality show Peso Pesado | 1.º classificado 2 de Junho, 2013 |

### 3.ª Gala
Este foi o terceiro e último grupo do Splash, sendo quatro deles apurados para a semi-final.
| Celebridade        | Ocupação / Conhecido por:                                     | Classificação                     |
| ------------------ | ------------------------------------------------------------- | --------------------------------- |
| Filipa Gonçalves   | Manequim                                                      | 1.ª eliminada 9 de Junho, 2013    |
| Liliana Aguiar     | Modelo, Empresária e Apresentadora de Televisão               | 2.ª eliminada 9 de Junho, 2013    |
| Alexandre da Silva | Ator                                                          | 3.º eliminado 9 de Junho, 2013    |
| Rui Porto Nunes    | Ator                                                          | 4.º eliminado 9 de Junho, 2013    |
| Cristina Areia     | Atriz                                                         | 4.ª classificada 9 de Junho, 2013 |
| Susana Henriques   | Personal trainer e ex-concorrente do reality show Peso Pesado | 3.ª classificada 9 de Junho, 2013 |
| Filipe Gaidão      | Desportista e ator                                            | 2.º classificado 9 de Junho, 2013 |
| José Moutinho      | Militar e engenheiro                                          | 1.º classificado 9 de Junho, 2013 |

### Semi-Final 1
| Celebridade         | Ocupação / Conhecido por:                                       | Classificação                      |
| ------------------- | --------------------------------------------------------------- | ---------------------------------- |
| Carolina Patrocínio | Apresentadora                                                   | 1.ª eliminada 16 de Junho, 2013    |
| Filipe Gaidão       | Desportista e ator                                              | 2.º eliminado 16 de Junho, 2013    |
| José Castelo Branco | Marchand de arte e cantor                                       | 3.º eliminado 16 de Junho, 2013    |
| Rui Barros          | Personal trainer e treinador do reality show Peso Pesado        | 3.º classificado 16 de Junho, 2013 |
| Jorge Pina          | Ex-pugilista, atleta paralímpico (atletismo) e personal trainer | 2.º classificado 16 de Junho, 2013 |
| Ricardo Guedes      | Modelo                                                          | 1.º classificado 16 de Junho, 2013 |

### Semi-Final 2
| Celebridade      | Ocupação / Conhecido por:                                     | Classificação                      |
| ---------------- | ------------------------------------------------------------- | ---------------------------------- |
| Cristina Areia   | Atriz                                                         | 1.ª eliminada 23 de Junho, 2013    |
| João Ricardo     | Actor                                                         | 2.º eliminado 23 de Junho, 2013    |
| Susana Henriques | Personal trainer e ex-concorrente do reality show Peso Pesado | 3.ª eliminada 23 de Junho, 2013    |
| Sónia Brazão     | Actriz                                                        | 3.ª classificada 23 de Junho, 2013 |
| Simone Fragoso   | Atleta Paralímpica - Natação                                  | 2.ª classificada 23 de Junho, 2013 |
| José Moutinho    | Militar e engenheiro                                          | 1.º classificado 23 de Junho, 2013 |

### Final
| Celebridade    | Ocupação / Conhecido por:                                       | Classificação                      |
| -------------- | --------------------------------------------------------------- | ---------------------------------- |
| Sónia Brazão   | Atriz                                                           | 1.ª eliminada 30 de Junho, 2013    |
| Rui Barros     | Personal trainer e treinador do reality show Peso Pesado        | 2.º eliminado 30 de Junho, 2013    |
| Jorge Pina     | Ex-pugilista, atleta paralímpico (atletismo) e personal trainer | 3.º classificado 30 de Junho, 2013 |
| Simone Fragoso | Atleta Paralímpica - Natação                                    | 2.ª classificada 30 de Junho, 2013 |
| Ricardo Guedes | Modelo                                                          | Vencedor 30 de Junho, 2013         |

## Quadro de qualificações
| Programa                    | Concorrentes        | 1.º salto | 1.º salto | 1.º salto | 1.º salto      | 2.º salto | 2.º salto       | 2.º salto       | Classificação | Resultado               |
| Programa                    | Concorrentes        | Altura    | Júri      | Júri      | Júri + Público | Altura    | Público         | Júri            | Classificação | Resultado               |
| --------------------------- | ------------------- | --------- | --------- | --------- | -------------- | --------- | --------------- | --------------- | ------------- | ----------------------- |
|                             |                     |           |           |           |                |           |                 |                 |               |                         |
| 1.º programa (26 Maio 2013) | Jorge Pina          | 5 m       | 23 pontos | 2.º lugar | 1.º lugar      |           |                 |                 | 1.º lugar     | Qualificado (1.º salto) |
| 1.º programa (26 Maio 2013) | José Castelo Branco | 5 m       | 18 pontos | 5.º lugar | 2.º lugar      |           |                 |                 | 2.º lugar     | Qualificado (1.º salto) |
| 1.º programa (26 Maio 2013) | Ricardo Guedes      | 7,5 m     | 26 pontos | 1.º lugar | 3.º lugar      | 7,5 m     | Qualificado     |                 | 3.º lugar     | Qualificado (2.º salto) |
| 1.º programa (26 Maio 2013) | Sónia Brazão        | 5 m       | 21 pontos | 4.º lugar | 4.º lugar      | 5 m       | Não qualificada | Qualificada     | 4.º lugar     | Qualificada (2.º salto) |
| 1.º programa (26 Maio 2013) | Toy                 | 5 m       | 17 pontos | 6.º lugar | 5.º lugar      | 3 m       | Não qualificado | Não qualificado | 5.º lugar     | Eliminado (2.º salto)   |
| 1.º programa (26 Maio 2013) | Merche Romero       | 3 m       | 22 pontos | 3.º lugar | 6.º lugar      | 3 m       | Não qualificada | Não qualificada | 6.º lugar     | Eliminada (2.º salto)   |
| 1.º programa (26 Maio 2013) | Raquel Strada       | 1 m       | 12 pontos | 7.º lugar | 7.º lugar      |           |                 |                 | 7.º lugar     | Eliminada (1.º salto)   |
| 1.º programa (26 Maio 2013) | Rita Andrade        | 0 m       | 0 pontos  | 8.º lugar | 8.º lugar      |           |                 |                 | 8.º lugar     | Desistiu (1.º salto)    |

| Programa                    | Concorrentes        | 1.º salto | 1.º salto | 1.º salto | 1.º salto      | 2.º salto | 2.º salto       | 2.º salto       | Classificação | Resultado               |
| Programa                    | Concorrentes        | Altura    | Júri      | Júri      | Júri + Público | Altura    | Público         | Júri            | Classificação | Resultado               |
| --------------------------- | ------------------- | --------- | --------- | --------- | -------------- | --------- | --------------- | --------------- | ------------- | ----------------------- |
|                             |                     |           |           |           |                |           |                 |                 |               |                         |
| 2.º programa (2 Junho 2013) | Rui Barros          | 7,5 m     | 25 pontos | 1.º lugar | 1.º lugar      |           |                 |                 | 1.º lugar     | Qualificado (1.º salto) |
| 2.º programa (2 Junho 2013) | João Ricardo        | 7,5 m     | 21 pontos | 3.º lugar | 2.º lugar      |           |                 |                 | 2.º lugar     | Qualificado (1.º salto) |
| 2.º programa (2 Junho 2013) | Simone Fragoso      | 3 m       | 20 pontos | 4.º lugar | 3.º lugar      | 3 m       | Qualificada     |                 | 3.º lugar     | Qualificada (2.º salto) |
| 2.º programa (2 Junho 2013) | Carolina Patrocínio | 10 m      | 23 pontos | 2.º lugar | 4.º lugar      | 3 m       | Não qualificada | Qualificada     | 4.º lugar     | Qualificada (2.º salto) |
| 2.º programa (2 Junho 2013) | Sisley Dias         | 7,5 m     | 20 pontos | 4.º lugar | 5.º lugar      | 7,5 m     | Não qualificado | Não qualificado | 5.º lugar     | Eliminado (2.º salto)   |
| 2.º programa (2 Junho 2013) | Dora                | 3 m       | 18 pontos | 6.º lugar | 6.º lugar      | 3 m       | Não qualificada | Não qualificada | 6.º lugar     | Eliminada (2.º salto)   |
| 2.º programa (2 Junho 2013) | Cláudio Ramos       | 3 m       | 15 pontos | 8.º lugar | 7.º lugar      |           |                 |                 | 7.º lugar     | Eliminado (1.º salto)   |
| 2.º programa (2 Junho 2013) | Filipa de Castro    | 3 m       | 17 pontos | 7.º lugar | 8.º lugar      |           |                 |                 | 8.º lugar     | Eliminada (1.º salto)   |

| Programa                    | Concorrentes       | 1.º salto | 1.º salto | 1.º salto | 1.º salto      | 2.º salto | 2.º salto       | 2.º salto       | Classificação | Resultado               |
| Programa                    | Concorrentes       | Altura    | Júri      | Júri      | Júri + Público | Altura    | Público         | Júri            | Classificação | Resultado               |
| --------------------------- | ------------------ | --------- | --------- | --------- | -------------- | --------- | --------------- | --------------- | ------------- | ----------------------- |
|                             |                    |           |           |           |                |           |                 |                 |               |                         |
| 3.º programa (9 Junho 2013) | José Moutinho      | 10 m      | 28 pontos | 1.º lugar | 1.º lugar      |           |                 |                 | 1.º lugar     | Qualificado (1.º salto) |
| 3.º programa (9 Junho 2013) | Filipe Gaidão      | 7,5 m     | 23 pontos | 2º Lugar  | 2.º lugar      |           |                 |                 | 2.º lugar     | Qualificado (1.º salto) |
| 3.º programa (9 Junho 2013) | Susana Henriques   | 3 m       | 21 pontos | 4.º lugar | 4.º lugar      | 3 m       | Qualificada     |                 | 3.º lugar     | Qualificada (2.º salto) |
| 3.º programa (9 Junho 2013) | Cristina Areia     | 7,5 m     | 23 pontos | 2.º lugar | 3.º lugar      | 7,5 m     | Não qualificada | Qualificada     | 4.º lugar     | Qualificada (2.º salto) |
| 3.º programa (9 Junho 2013) | Rui Porto Nunes    | 7,5 m     | 21 pontos | 4.º lugar | 5.º lugar      | 10 m      | Não qualificado | Não qualificado | 5.º lugar     | Eliminado (2.º salto)   |
| 3.º programa (9 Junho 2013) | Alexandre da Silva | 3 m       | 21 pontos | 4.º lugar | 6.º lugar      | 7,5 m     | Não qualificado | Não qualificado | 6.º lugar     | Eliminado (2.º salto)   |
| 3.º programa (9 Junho 2013) | Liliana Aguiar     | 3 m       | 15 pontos | 8.º lugar | 7.º lugar      |           |                 |                 | 7.º lugar     | Eliminada (1.º salto)   |
| 3.º programa (9 Junho 2013) | Filipa Gonçalves   | 5 m       | 18 pontos | 7.º lugar | 8.º lugar      |           |                 |                 | 8.º lugar     | Eliminada (1.º salto)   |

| Programa                     | Concorrentes        | 1.º salto | 1.º salto | 1.º salto | 1.º salto | 2.º salto       | 2.º salto | 3.º salto | 3.º salto | 3.º salto | 3.º salto      | Classificação           | Resultado |
| Programa                     | Concorrentes        | Dupla     | Altura    | Júri      | Júri      | Altura          | Júri      | Altura    | Júri      | Júri      | Júri + Público | Classificação           | Resultado |
| ---------------------------- | ------------------- | --------- | --------- | --------- | --------- | --------------- | --------- | --------- | --------- | --------- | -------------- | ----------------------- | --------- |
|                              |                     |           |           |           |           |                 |           |           |           |           |                |                         |           |
| 4.º programa (16 Junho 2013) |                     |           |           |           |           |                 |           |           |           |           |                |                         |           |
| Ricardo Guedes               | Carolina Patrocínio | 5 m       | 21 pontos | 3.º lugar | 5 m       | Qualificado     | 10 m      | 30 pontos | 1.º lugar | 1.º lugar | 1.º lugar      | Qualificado (3.º salto) |           |
| Jorge Pina                   | Filipe Gaidão       | 5 m       | 22 pontos | 2.º lugar |           |                 | 7,5 m     | 29 pontos | 3.º lugar | 2.º lugar | 2.º lugar      | Qualificado (3.º salto) |           |
| Rui Barros                   | José Castelo Branco | 7,5 m     | 24 pontos | 1.º lugar |           |                 | 10 m      | 30 pontos | 1.º lugar | 3.º lugar | 3.º lugar      | Qualificado (3.º salto) |           |
| José Castelo Branco          | Rui Barros          | 7,5 m     | 24 pontos | 1.º lugar |           |                 | 10 m      | 24 pontos | 4.º lugar | 4.º lugar | 4.º lugar      | Eliminado (3.º salto)   |           |
| Filipe Gaidão                | Jorge Pina          | 5 m       | 22 pontos | 2.º lugar |           |                 | 7,5 m     | 23 pontos | 5.º lugar | 5.º lugar | 5.º lugar      | Eliminado (3.º salto)   |           |
| Carolina Patrocínio          | Ricardo Guedes      | 5 m       | 21 pontos | 3.º lugar | 5 m       | Não qualificada |           |           |           |           | 6.º lugar      | Eliminada (2.º salto)   |           |

| Programa                     | Concorrentes   | 1.º salto | 1.º salto | 1.º salto | 1.º salto | 2.º salto       | 2.º salto | 3.º salto | 3.º salto | 3.º salto | 3.º salto      | Classificação           | Resultado |
| Programa                     | Concorrentes   | Dupla     | Altura    | Júri      | Júri      | Altura          | Júri      | Altura    | Júri      | Júri      | Júri + Público | Classificação           | Resultado |
| ---------------------------- | -------------- | --------- | --------- | --------- | --------- | --------------- | --------- | --------- | --------- | --------- | -------------- | ----------------------- | --------- |
|                              |                |           |           |           |           |                 |           |           |           |           |                |                         |           |
| 5.º programa (23 Junho 2013) |                |           |           |           |           |                 |           |           |           |           |                |                         |           |
| José Moutinho                |                | m         | pontos    | Lugar     |           |                 | m         | pontos    | Lugar     | 1.º lugar | 1.º lugar      | Qualificado (3.º salto) |           |
| Simone Fragoso               |                | m         | pontos    | Lugar     |           |                 | m         | pontos    | Lugar     | 2.º lugar | 2.º lugar      | Qualificado (3.º salto) |           |
| Sónia Brazão                 | Cristina Areia | m         | pontos    | 3.º lugar | m         | Qualificado     | m         | pontos    | Lugar     | 3.º lugar | 3.º lugar      | Qualificado (3.º salto) |           |
| Susana Henriques             |                | m         | pontos    | Lugar     |           |                 | m         | pontos    | Lugar     | 4.º lugar | 4.º lugar      | Eliminado (3.º salto)   |           |
| João Ricardo                 |                | m         | pontos    | Lugar     |           |                 | m         | pontos    | Lugar     | 5.º lugar | 5.º lugar      | Eliminado (3.º salto)   |           |
| Cristina Areia               | Sónia Brazão   | m         | pontos    | 3.º lugar | m         | Não qualificada |           |           |           |           | 6.º lugar      | Eliminada (2.º salto)   |           |

### 2.ª edição (2013)
A segunda edição de Splah! Celebridades estreou a 7 de Julho, uma semana depois do fim da primeira temporada e contou com apenas 16 concorrentes e 3 Galas.
Os nomes dados para esta edição foram: Carolina Torres, Cláudia Jacques, Débora Ghira, Fábio Paim, Lúcia Garcia, João Cajuda, João Mota, Paulo Azevedo,Raquel Tavares, Rúben Rua, Sofia Arruda, Sónia Matias, Valter Carvalho, Vítor Norte, Bastet Cabeleira e Pedro Reis.
Apesar dos nomes apontados serem dados como certos a verdade é que várias celebridades desistiram antes do programa ser transmitido e foram substitutos por novos concorrentes.